# Dos segundos
«Dos segundos» es una canción compuesta por Cris Morena, para la serie argentina Rebelde Way. Esta canción es interpretada por Benjamín Rojas y Camila Bordonaba, fue hecha sencillo, pero no fue incluida en el primer álbum del grupo musical.